# Révélations (X-Files)
Pour les articles homonymes, voir Révélations.
Révélations (Revelations) est le 11e épisode de la saison 3 de la série télévisée X-Files.
Dans cet épisode, Mulder et Scully tentent de protéger d'un assassin un jeune garçon qui porte des stigmates.

## Résumé
À Waynesburg (Pennsylvanie), un prêtre simule l'apparition de stigmates pendant un sermon. Simon Gates, un vieil homme, vient le voir après l'office et l'étrangle, ses mains se mettant à fumer pendant la strangulation. Mulder et Scully prennent le cas en charge, 11e meurtre d'un faux stigmatisé en trois ans. Pendant ce temps, à Loveland (Ohio), le jeune Kevin Kryder se met à saigner de la paume des mains. 

## Distribution
- David Duchovny : Fox Mulder
- Gillian Anderson : Dana Scully
- Kevin Zegers : Kevin Kryder
- Sam Bottoms : Michael Kryder
- Kenneth Welsh : Simon Gates
- Michael Berryman : Owen Jarvis
- Hayley Tyson : Susan Kryder
- R. Lee Ermey : le révérend Patrick Findley

## Accueil

### Audiences
Lors de sa première diffusion aux États-Unis, l'épisode réalise un score de 10 sur l'échelle de Nielsen, avec 17 % de parts de marché, et est regardé par 15,25 millions de téléspectateurs.

### Critique
L'épisode recueille des critiques plutôt favorables. Zack Handlen, du site The A.V. Club, lui donne la note de B+. Le magazine Entertainment Weekly lui donne la note de B+. John Keegan, du site Critical Myth, lui donne la note de 7/10. Paula Vitaris, de Cinefantastique, lui donne la note de 2,5/4. Sarah Stegall, du site Munchkyn Zone, lui donne la note de 3/5.
Le site Le Monde des Avengers lui donne la note de 2/4. Dans leur livre sur la série, Robert Shearman et Lars Pearson lui donnent la note de 2/5.

## Commentaire
Dans cet épisode, il est question du syndrome de Jérusalem